# Список храмов Онежского района Архангельской области

## Храмовые комплексы
| # | Адрес                                                                              | Название                                                     | Год постройки | Фотография | Статус       | Премичание |
| - | ---------------------------------------------------------------------------------- | ------------------------------------------------------------ | ------------- | ---------- | ------------ | ---------- |
| 1 | Архангельская обл., Онежский р-н, д. Абрамовская                                   | Ансамбль Малошуйского погоста                                | 1638-1878     |            | Не действует |            |
| 2 | Архангельская обл., Онежский р-н, с. Большой Бор                                   | Храмовый комплекс. Церкви Георгия Победоносца и Илии Пророка |               |            | Действует    |            |
| 3 | Архангельская область, Онежский район, деревня Ворзогоры, улица Никольская. д. 1А. | Ансамбль Ворзогорского погоста                               | 1636-1793     |            | Не действует |            |

## Колокольни
| # | Адрес                                                         | Название                               | Год постройки | Фотография | Статус       | Премичание |
| - | ------------------------------------------------------------- | -------------------------------------- | ------------- | ---------- | ------------ | ---------- |
| 1 | Россия, Архангельская область, Онежский район, д. Абрамовская | Колокольня Малошуйского погоста        | 1807          |            | Действует    |            |
| 2 | Архангельская область, Онежский район, Кий-Остров             | Кийский Крестный монастырь. Колокольня | 1689          |            | Не действует |            |
|   |                                                               |                                        |               |            |              |            |

## Храмы
| #  | Адрес                                                                                | Название                                                                       | Год постройки | Фотография | Статус        | Премичание |
| -- | ------------------------------------------------------------------------------------ | ------------------------------------------------------------------------------ | ------------- | ---------- | ------------- | --- |
| 1  | Россия, Архангельская область, Онежский район, д. Абрамовская                        | Церковь Николая Чудотворца                                                     | 1638          |            | Не действует  | |
| 2  | Россия, Архангельская область, Онежский район, д. Абрамовская                        | Церковь Сретения Господня                                                      | 1873          |            | Не действует  | |
| 3  | Архангельская обл., Онежский район, с. Большая Фехтальма                             | Церковь Казанской иконы Божией Матери                                          | 1907          |            | Не действует  | Необычное «двойное» название объясняется тем, что исторически в Б.Фёхтальме было две часовни: Сретенская (в д. Щипинская, входящей в состав Б.Фёхтальмы) и Казанская 1797 г. РГИА, фонд 796, опись 196, л. 479об., дело № 631 от 4 октября 1913 «По отнош. Хоз. Упр. об открытии прихода при Сретенской Фехталимской цер., Онежскаго у., Архангель. еп.» (4 листа). |
| 4  | Архангельская обл., Онежский р-н, с. Большой Бор                                     | Церковь Георгия Победоносца                                                    | 1882          |            | Не действует  | |
| 5  | Архангельская обл., Онежский р-н, с. Большой Бор                                     | Церковь Илии Пророка                                                           | 1855          |            | Действует     | |
| 6  | Россия, Архангельская обл., Онежский р-н, д. Воймозеро                               | Церковь Параскевы Пятницы                                                      | 1864          |            | Не действует  | |
| 7  | Архангельская обл., Онежский р-н, п. Вонгуда                                         | Вознесенская церковь                                                           | 1815-1824     |            | Не действует  | |
| 8  | Архангельская область, Онежский район, с. Каменное                                   | Церковь Илии Пророка                                                           | 1914          |            | Не действует  | |
| 9  | Архангельская обл., Онежский район, д. Большая Канзапельда                           | Церковь Кирика и Иулитты                                                       | 1847          |            | Не действтует | Приписная церковь Прилуцкого прихода. Устроена вместо одноименной часовни и освящена 16.02.1847. |
| 10 | Россия, Архангельская обл., Онежский р-н, Кий-остров                                 | Кийский Крестный монастырь. Собор Воздвижения Креста Господня                  | 1660          |            | Действует     | |
| 11 | Россия, Архангельская область, Онежский район, Кий-остров                            | Кийский Крестный монастырь. Церковь Происхождения честных древ Креста Господня | 1660          |            | Не действтует | |
| 12 | Россия, Архангельская обл.,Онежский р-н, Кий-остров                                  | Кийский Крестный монастырь. Церковь Рождества Пресвятой Богородицы             | 1689          |            | Не действтует | |
| 13 | Россия, Архангельская область, Онежский район, Кожеозерский (Кожозерский) монастырь  | Кожеозерский Богоявленский монастырь. Собор Успения Пресвятой Богородицы       | 1883          |            | Не действтует | |
| 14 | Россия, Архангельская область, Онежский район, Кожеозерский (Кожозерский) монастырь  | Кожеозерский Богоявленский монастырь. Церковь Спаса Преображения               | 1885          |            | Не действтует | |
| 15 | Россия, Архангельская область, Онежский район, Кожеозерский (Кожозерский) монастырь. | Кожеозерский Богоявленский монастырь. Церковь Тихвинской иконы Божией Матери   | 1896-1909     |            | Действует     | |
| 16 | Архангельская область, Онежский район, деревня Ворзогоры, улица Никольская. д. 1А.   | Церковь Введения во храм Пресвятой Богородицы                                  | 1793          |            | Не действтует | |
| 17 | Архангельская область, Онежский район, деревня Ворзогоры, улица Никольская. д. 1А.   | Церковь Николая Чудотворца                                                     | 1636          |            | Действует     | |
| 18 | Архангельская область, Онежский район, с. Корельское                                 | Церковь Успения Пресвятой Богородицы                                           | 1857          |            | Не действтует | |
| 19 | Онежский район, Жеребцова Гора, д. Медведевская                                      | Владимирская церковь                                                           | 1745-1757     |            | Действует     | |
| 20 | Архангельская обл., Онежский район, с.Мондино                                        | Церковь Троицы Живоначальной                                                   | 1883-1888     |            | Не действует  | |
| 21 | Архангельская обл., Онежский р-н, д.Нименьга                                         | Преображенский храм                                                            | 1878          |            | Не действует  | |
| 22 | Архангельская обл., г. Онега, ул. Володарского, 25                                   | Церковь Лазаря Четверодневного                                                 | 1884-1889     |            | Не действует  | |

## Часовни
| #  | Адрес                                                                             | Название                                        | Год постройки | Фотография | Статус       | Премичание |
| -- | --------------------------------------------------------------------------------- | ----------------------------------------------- | ------------- | ---------- | ------------ | --- |
| 1  | Архангельская обл., Онежский р-н, д. Анциферовский Бор                            | Часовня Артемия Веркольского                    | 2003          |            | Действует    | Построена в 2003 г. на месте деревянной часовни начала XX в. |
| 2  | Архангельская обл., Онежский р-н, с. Верховье                                     | Часовня Георгия Победоносца                     | 1993          |            | Действует    | |
| 3  | Архангельская обл., Онежский район, с. Верховье                                   | Часовня Смоленской иконы Божией Матери          | 1910-1916     |            | Не действует | Инициативная группа занимается восстановительными работами на часовне. Работы начаты в 2011 г., были продолжены в 2012, есть участки задачи и на 2013 г. Для работ нужны средства, материалы, добровольцы (как местные, так и уехавшие и иногородние). Контакты для связи: Баева Маргарита, ritaba@rambler.ru, 8-916-669-3767. Подробности: http://rozhdestvenka.ru/forum/f1.php?num=1&id=27086. |
| 4  | Россия, Архангельская область, Онежский район, п. Кодино, железнодорожная станция | Часовня иконы Божией Матери «Неопалимая Купина» | 2010-2011     |            | Действует    | |
| 5  | Архангельская обл., Онежский р-н, д. Кутованга                                    | Петропавловская часовня                         | 2011          |            | Действует    | |
| 6  | Архангельская обл., Онежский р-н, д. Кялованга                                    | Борисоглебская часовня                          | 1890-1910     |            | Не действует | |
| 7  | Архангельская обл., Онежский р-н, д. Кялованга                                    | Петропавловская часовня                         | 1761          |            | Не действует | В Списке Памятников Архангельской обл. про Петропавловскую часовню указано «используется под склад», а про вторую кяловангскую часовню — «не используется». Какую из них достоверно считать Петропавловской, и каково посвящение второй — пока непонятно. |
| 8  | Архангельская область, Онежский район, Кянда                                      | Часовня Петра и Павла                           | 2008          |            | Действует    | |
| 9  | Архангельская область, Онежский район, поселок Луза                               | Успенская часовня                               | 2006-2008     |            | Действует    | |
| 10 | Архангельская обл., Онежский р-н, д.Нёрмуша (Нёрмужи)                             | Георгиевская часовня                            | 1779          |            | Действует    | |

## Монастыри
| # | Адрес                                                                  | Название                             | Год постройки | Фотография | Статус    | Премичание |
| - | ---------------------------------------------------------------------- | ------------------------------------ | ------------- | ---------- | --------- | ---------- |
| 1 | Архангельская область, Онежский район, Кий-Остров                      | Кийский Крестный монастырь           | 1656          |            | Действует |            |
| 2 | Архангельская обл., Онежский р-н, Кожеозерский (Кожозерский) монастырь | Кожеозерский Богоявленский монастырь | 1560-1584     |            | Действует |            |
|   |                                                                        |                                      |               |            |           |            |